# Warrior Soul (groupe)
Pour les articles homonymes, voir Warrior Soul.
Warrior Soul est un groupe de hard rock américain, originaire de New York.

## Biographie
Warrior Soul est formé à New York en 1987 par Kory Clarke, un batteur originaire de Détroit ayant précédemment prêté ses services à Raging Slab, qui choisit alors de se consacrer au chant. Le groupe est repéré par Geffen qui lui fait signer un contrat, et demande à Clarke d'embaucher de nouveaux musiciens. Il obtient le maintien du bassiste Pete McClanahan et embauche le guitariste John Ricco et l'ancien batteur de Killing Joke Paul Ferguson.
En 1990 sort le premier album, Last Decade Dead Century. Il est bien accueilli par la critique, et leur permet de connaître un certain succès au Royaume-Uni. En mai ils ouvrent pour la tournée européenne de Metallica. C'est avec un autre batteur, Mark Evans, que le groupe enregistre son second album intitulé Drugs, God and the New Republic. Ils en font la promotion en tournant en ouverture de Queensrÿche aux États-Unis et au Canada. En 1991, Ferguson est remplacé à la batterie par Mark Evans.
Salutations from the Ghetto Nation sort en 1992. Les relations avec Geffen se détériorent et Clarke déplore le manque de soutien de son label à longueur d'interview. En 1993 sort le quatrième album, Chill Pill, un album décrit par le chanteur comme bâclé mais dont la sortie permet au groupe de remplir ses obligations envers sa maison de disques. 
Après plusieurs changements de formation, le groupe sort un cinquième album influencé par le cyberpunk intitulé Space Age Playboys sur le label indépendant Futurist. L'année suivante Warrior Soul joue au Dynamo Open Air et est invité par Metallica à se produire à Donington. Arundel, Duboys et McClanahan quittent le groupe, amenant Kory Clarke à mettre le groupe en sommeil. En 1996, il sort une compilation de démos, Odds and Ends.
Quelques années plus tard Clarke, Ricco, McClanahan et Evans réenregistrent certains de leurs morceaux qui seront publiés en 2001 dans une compilation intitulée Classics. Le batteur Mark Evans est tué à Londres, en 2005,.

### Retour
En 2007, Kory Clarke réactive le groupe et tourne au Royaume-Uni. Un live est publié, suivi de l'album studio Chinese Democracy (il sera ré-intitulé Destroy the War Machine après la sortie, la même année, de l'album de Guns N' Roses du même nom). En 2012, après de nouveaux changements de personnel, Warrior Soul sort Stiff Middle Finger et participe au Wacken Open Air.
Kory Clarke sort plusieurs albums solo et forme des groupes plus ou moins éphémères tels de Space Age Playboys ou Mob Research (avec Paul Raven de Killing Joke et Prong). Il est aussi le chanteur du groupe de doom metal Trouble entre 2008 et 2012. Il est artiste peintre et a exposé ses œuvres en Écosse, en Suède, aux États-Unis et en Italie.

## Membres

### Membres actuels
- Kory Clarke - chant (depuis 1987)
- Johnny H - guitare (depuis 2007)
- Rille Lundell - guitare (depuis 2007)
- Freddie Cocker - batterie (depuis 2010)
- Sue Gere - basse

### Anciens membres
- Janne Jarvis (Hate Gallery) - basse (2007-2011)
- Billy Williams (Kory Clarke) - batterie (2009-2010)
- Rob "Stevo" Stephenson - batterie (2007-2009)
- Scott Duboys alias Scott Dubois (Nuclear Assault) - batterie (1995-1996)
- Pete McClanahan - basse (1988-1995)
- Peter Jay Tsudis - guitare (1995-1995)
- Alexander Arundel alias (Gene Poole et X-Factor) - guitare (1994-1995)
- Chris Moffett - guitare (1994-1995)
- John Ricco - basse (1988-1993)
- Mark Evans - batterie (1991-1993) (mort assassiné à Londres en 2005[9])
- Paul Ferguson (Killing Joke) - batterie (1988-1990)
- Cliff St. Croix - guitare (1987-1987)
- Robert Pauls - basse (1987-1987)
- Sam Manellis - batterie (1987-1987)

## Discographie
- 1990 : Last Decade Dead Century
- 1991 : Drugs, God and the New Republic
- 1992 : Salutations from the Ghetto Nation
- 1993 : Chill Pill
- 1994 : Space Age Playboys
- 1995 : Fucker
- 1996 : Odds and Ends
- 2001 : Classics
- 2008 : Live in England
- 2008 : Chinese Democracy (publié ensuite sous le titre de Destroy the War Machine)
- 2012 :  Stiff Middle Finger